# Krystyna et sa nuit
Pour plus de détails, voir Fiche technique et Distribution.
Krystyna et sa nuit est un film belge réalisé par Charles Conrad et sorti en 1977.

## Fiche technique
- Titre : Krystine et sa nuit
- Titre original : Krystyna en haar nacht
- Autre titre : Marysia
- Réalisation : Charles Conrad
- Scénario : Charles Conrad et Gaston Desmedt
- Dialogues : Hervé Thys
- Photographie : Alain Marcoen
- Son : Henri Morelle
- Montage : Charles Conrad
- Production : Spiralfilm
- Pays d'origine :  Belgique
- Durée : 90 minutes
- Date de sortie : France - 27 avril 1977[1]

## Distribution
- Roger Van Hool : Pierre
- Marysia de Pourbaix : Christine
- Yves Collignon : André
- Bernard Marbaix : Fernand
- Béatrice Leymoure : Anne-Marie
- Guy Lesire : Philippe
- Pierre Dumaine : l'homme du bar